# Ukrainische Naturschutzgesellschaft
Die Ukrainische Naturschutzgesellschaft (UkrTOP – Ukrayinske tovarystvo okhorony pryrody) ist eine öffentliche Umweltorganisation. Im Jahr 1967 hat die Ukrainische Regierung unter dem Druck der UkrTOP das Staatliche Komitee für Naturschutz als eine zentrale staatliche Organisation gegründet. Seit 1991 hat das Staatliche Komitee für Naturschutz den Status eines Ministeriums.
UkrTOP förderte das öffentliche Bewusstsein für Recycling, Umweltbildung und die Ausbildung über die Natur an Schulen, Gemeinden, Behörden, an ihren Niederlassungen in allen Regionen der Ukraine und in den meisten Landkreisen sowie in Städten wie Kiew und Sewastopol.

## Geschichte
Die UkrTOP wurde am 28. Juni 1946 gegründet. Nikita Chruschtschow hatte die Erlaubnis erteilt, eine Niederlassung der UkrTOP zu eröffnen. Das war eine Reaktion auf die zahlreichen Beschwerden von ukrainischen Wissenschaftlern und Naturschützern. Bis zur Mitte der 1960er war die UkrTOP die einzige Umweltstimme für verschiedene politische Entscheidungen. Damals forderte die UkrTOP eine Einführung des ökologisch-ökonomischen Ansatzes für die Planwirtschaft und fundierte das Ministerium für die Umwelt im Rahmen der ukrainischen Regierung.
Für die ukrainischen Wissenschaftler war es mangels demokratischer Strukturen im Staat damals schwierig ökologische Belange zu verteidigen. Allerdings wurde das Staatliche Komitee für Naturschutz im Jahr 1967 unter dem Druck der UkrTOP bei der Ukrainischen Regierung gegründet. Das war drei Jahre vor dem Europäischen Naturschutzjahr 1970. Das Komitee hatte eine zentrale staatliche Stelle in der Regierung. Seit 1991 hat das Staatliche Komitee für Naturschutz den Status eines Ministeriums.
Mykhailo Voinstvenskiy war von 1963 bis 1982 der Vorsitzende der UkrTOP.
Die Priorität der UkrTOP war die Umweltbildung von ukrainischen Schülern, Studenten und Rentnern während der Stagnation und der Umstrukturierung. Im Jahr 1991 wurde mit der Unabhängigkeit der Ukraine der Status des Staatlichen Komitees für Naturschutz zum Umweltministerium erhöht. Gemäß der UkrTOP-Verfassung bildete der UkrTOP-Kongress einen Ukrainischen Rat und sein Präsidium. Die Mehrheit der Mitglieder waren Freiwillige. Zu diesem Zeitpunkt suchte die UkrTOP die soziale Kontrolle über die Umweltverschmutzung zu erlangen und führte den Kampf um die Umweltbürgerrechte. Seit 2002 ist der ehemalige Umweltminister Vasyl Schewtschuk der Vorsitzende des UkrTOP-Präsidiums des Ukrainischen Rates.

## Struktur
UkrTOP ist eine gesellschaftliche Organisation. Der Kongress ist ihre oberste Behörde.
23 regionale (inkl. Kiew und Sewastopol) Organisationen der UkrTOP unterliegen dem Ukrainischen Rat. Diese regionalen Organisationen umfassen 354 Landkreise, 70 Stadt-Filialen, 23.000 primäre Organisationen (an Schulen und an Universitäten usw.), mehr als 10.000 geschäftliche Mitglieder (Sponsoren und Co-Gastgeber der Umweltveranstaltungen) und über zwei Millionen Einzelmitglieder.

## Aktivitäten

### Dialog mit Regierung und Politikern
Die UkrTOP trägt zur öffentlichen und parlamentarischen Kontrolle über den Umweltschutz bei, nimmt an den parlamentarischen Umwelt-Anhörungen im Werchowna Rada teil und fördert die Umsetzung der Aarhus-Konvention und des ukrainischen Gesetzes „An Öko-Audit“.
Die UkrTOP ermutigt die ukrainischen Unternehmen, die folgenden Agenden zu implementieren:
- Das System des ökologischen und sozialen Risikomanagements, insbesondere im Rahmen der Equator Principles
- Verschiedene Business-Modelle
- Die Förderung der Nachhaltigkeit durch Energie- und Ressourceneffizienz, durch nachhaltige Landnutzung und Erhaltung der Artenvielfalt
- Das Geschäft mit Partnern, die ihre ökologischen und sozialen Risiken gut verwalten
- Fürsorglichkeit gegenüber ihren Mitarbeitern und lokalen Gemeinschaften.

### Sektionen UkrTOP
Das organisatorische System der UkrTOP umfasst zehn nationale und 140 regionale thematische Sektionen. Diese befassen sich mit folgenden Problemen: ökologische Sicherheit, Umweltschutz, Wiederherstellung von Flora und Fauna, Mineralien, Wasserressourcen, Atmosphäre, Boden, Fischbestände, Wälder, Naturschutzgebiete, die Entwicklung und Betreuung der Yunnatsky-Bewegung und die Wissensvermittlung über die Naturgrundlagen. Als Errungenschaften dieser Sektionen sind zu nennen: die Beeinflussung mittels Empfehlungen und Entwicklung von rechtlich relevanten Dokumenten zum Umweltschutz und zur rationellen Nutzung der natürlichen Ressourcen; die Verbreitung des Umweltbewusstseins bei Schülern und Studenten; die Vorbereitung und Durchführung der methodischen Unterstützung der regionalen und lokalen Zentren der UkrTOP.

### Regionen
Die UkrTOP-Mitglieder beteiligen sich an verschiedenen internationalen und nationalen Umweltaktionen. Dazu gehören der Tag der Erde, der Welttag der Feuchtgebiete, „Pure Ukraine - Reines Land“ sowie regionale Umweltaktionen wie „Quelle“ oder „Tannenbaum“.
Wichtige UkrTOP-Aktivitäten sind die regionalen Zivildiensttage und eine Vielzahl von regionalen und lokalen Umweltaktionen, die sich mit Aufforstung, Pflanzung in Städten, öffentlicher Wohlfahrt, der Verbesserung der Uferschutzstreifen an Flüssen und Seen oder dem Aufräumen in verschmutzten Bereichen beschäftigen.

### Pädagogische Aktivitäten
Der Ukrainische Rat betreibt zusammen mit regionalen UkrTOP-Organisationen Bildungs- und Öffentlichkeitsarbeit. Diese Aktivitäten sind ein wichtiger Teil der Arbeit der UkrTOP. Sie umfassen verschiedene Bildungs- und Sensibilisierungskampagnen durch öffentliche Vorträge, Exkursionen an Wochenenden, Filmvorführungen, Ausstellungen, offene Diskussionsrunden und Seminare. Die UkrTOP macht ihre Anliegen durch Broschüren, lokale Zeitungen, Veröffentlichungen, insbesondere durch die wissenschaftliche Zeitschrift „Mutter Natur“, populär.

### Partner und ähnliche Organisationen
Europa
- Österreich: Naturschutzbund Österreich
- Dänemark: Danish Society for Nature Conservation (eng.)
- Frankreich: France nature environnement (frz.)
- Deutschland: Naturschutzbund Deutschland
- Italien: Pro Natura (it.)
- Niederlande: Milieudefensie (eng.)
- Norwegen: Norwegian Society for the Conservation of Nature (eng.)
- Russland: Allrussische Naturschutzgesellschaft (russ. u. kyr.)
- Schweden: Svenska Naturskyddsföreningen
- Vereinigtes Königreich: Environmental Protection UK (eng.), British Ecological Society

Australien und Ozeanien
- Australien: Australian Conservation Foundation
- Neuseeland: ECO (eng.)

Amerika
- Kanada: Canadian Parks and Wilderness Society (eng.), Nature Canada (eng.)
- Mexiko: Pronatura (eng.)
- Vereinigte Staaten: Sierra Club, The Nature Conservancy

Afrika und der Naher Osten
- Äthiopien: Ethiopian Wildlife and Natural History Society[1]
- Israel: Society for the Protection of Nature in Israel (eng.)
- Kenia: Green Belt Movement (eng.)
- Nigeria: Nigerian Conservation Foundation (eng.)
- Südafrika: Wildlife and Environment Society of South Africa (eng.)
- Vereinigte Arabische Emirate: Emirates Environmental Group (eng.)

Asien
- Volksrepublik China: China Wildlife Conservation Association[2]
- Indien: Wildlife Trust of India (eng.)
- Japan: Nature Conservation Society of Japan[3]
- Südkorea: Korean Society of Nature Conservation, Korean Association for Conservation of Nature, National Nature Trust, The Ecological Society of Korea[4]
- Nepal: National Trust for Nature Conservation (eng.)
- Vietnam: Vietnam Association for Conservation of Nature and Environment[5]